# Wisconsin Herd 2017-2018
La stagione 2017-18 dei Wisconsin Herd fu la 1ª nella NBA D-League per la franchigia.
I Wisconsin Herd arrivarono quinti nella Central Division con un record di 21-29, non qualificandosi per i play-off.

## Roster
| N° | Naz.                    | Ruolo | Sportivo         | Anno | Alt. | Peso |
| -- | ----------------------- | ----- | ---------------- | ---- | ---- | ---- |
| 0  | Stati Uniti (bandiera)  | G     | James Blackmon   | 1995 | 193  | 91   |
| 0  | Stati Uniti (bandiera)  | G     | Gary Payton      | 1992 | 191  | 86   |
| 1  | Stati Uniti (bandiera)  | G     | James Young      | 1995 | 201  | 108  |
| 2  | Stati Uniti (bandiera)  | G     | Xavier Munford   | 1992 | 191  | 78   |
| 3  | Stati Uniti (bandiera)  | G     | JeQuan Lewis     | 1994 | 183  | 78   |
| 4  | Stati Uniti (bandiera)  | G     | Jarvis Summers   | 1993 | 191  | 88   |
| 5  | Stati Uniti (bandiera)  | A     | Cameron Oliver   | 1996 | 203  | 102  |
| 10 | Stati Uniti (bandiera)  | G     | Shannon Brown    | 1985 | 193  | 95   |
| 10 | Stati Uniti (bandiera)  | G     | Brandon Jennings | 1989 | 185  | 77   |
| 11 | Stati Uniti (bandiera)  | A     | Joshua Blamon    | 1993 | 191  | 86   |
| 11 | Stati Uniti (bandiera)  | G     | Eron Harris      | 1993 | 191  | 88   |
| 12 | RD del Congo (bandiera) | C     | Gracin Bakumanya | 1997 | 211  | 112  |
| 13 | Stati Uniti (bandiera)  | G     | Brian Williams   | 1992 | 196  | 94   |
| 15 | Stati Uniti (bandiera)  | G     | Ricky Ledo       | 1992 | 201  | 89   |
| 20 | Stati Uniti (bandiera)  | A     | D.J. Wilson      | 1996 | 208  | 106  |
| 22 | Stati Uniti (bandiera)  | A     | Cliff Alexander  | 1995 | 203  | 111  |
| 23 | Stati Uniti (bandiera)  | G     | Sterling Brown   | 1995 | 198  | 104  |
| 24 | Stati Uniti (bandiera)  | A     | Joel Bolomboy    | 1994 | 206  | 105  |
| 25 | Stati Uniti (bandiera)  | G     | Alex Marzette    | 1993 | 196  | 84   |
| 31 | Stati Uniti (bandiera)  | A     | Vitto Brown      | 1995 | 203  | 107  |
| 31 | Stati Uniti (bandiera)  | A     | Chris McCullough | 1995 | 206  | 98   |
| 33 | Stati Uniti (bandiera)  | A     | Kyle Casey       | 1989 | 201  | 102  |
| 34 | Stati Uniti (bandiera)  | C     | Michael Dunigan  | 1989 | 208  | 111  |
| 44 | Stati Uniti (bandiera)  | C     | Marshall Plumlee | 1991 | 213  | 97   |

## Staff tecnico
- Allenatore: Jordan Brady
- Vice-allenatori: Evgenij Pašutin, Steve Payne, Justin Wetzel, Brian Butch